# David Bamber
David Bamber, född 19 september 1954 i Walkden, Greater Manchester, är en brittisk skådespelare.

## Filmografi (i urval)
- 1995 – Stolthet och fördom (TV-serie)
- 2002 – Gangs of New York
- 2002 – The Bourne Identity
- 2005 – Rome (TV-serie)
- 2006 – Miss Potter
- 2008 – Valkyria
- 2010 – The King's Speech
- 2012 – The Paradise (TV-serie)
- 2017 – Borg
- 2018 – Barnmorskan i East End (TV-serie)
- 2018 – En engelsk skandal (TV-serie)
- 2020 – Enola Holmes